# Nemotelus nigrinus
Nemotelus nigrinus är en tvåvingeart som beskrevs av Fallen 1817. Nemotelus nigrinus ingår i släktet Nemotelus och familjen vapenflugor. Arten är reproducerande i Sverige. Inga underarter finns listade i Catalogue of Life.

## Bildgalleri

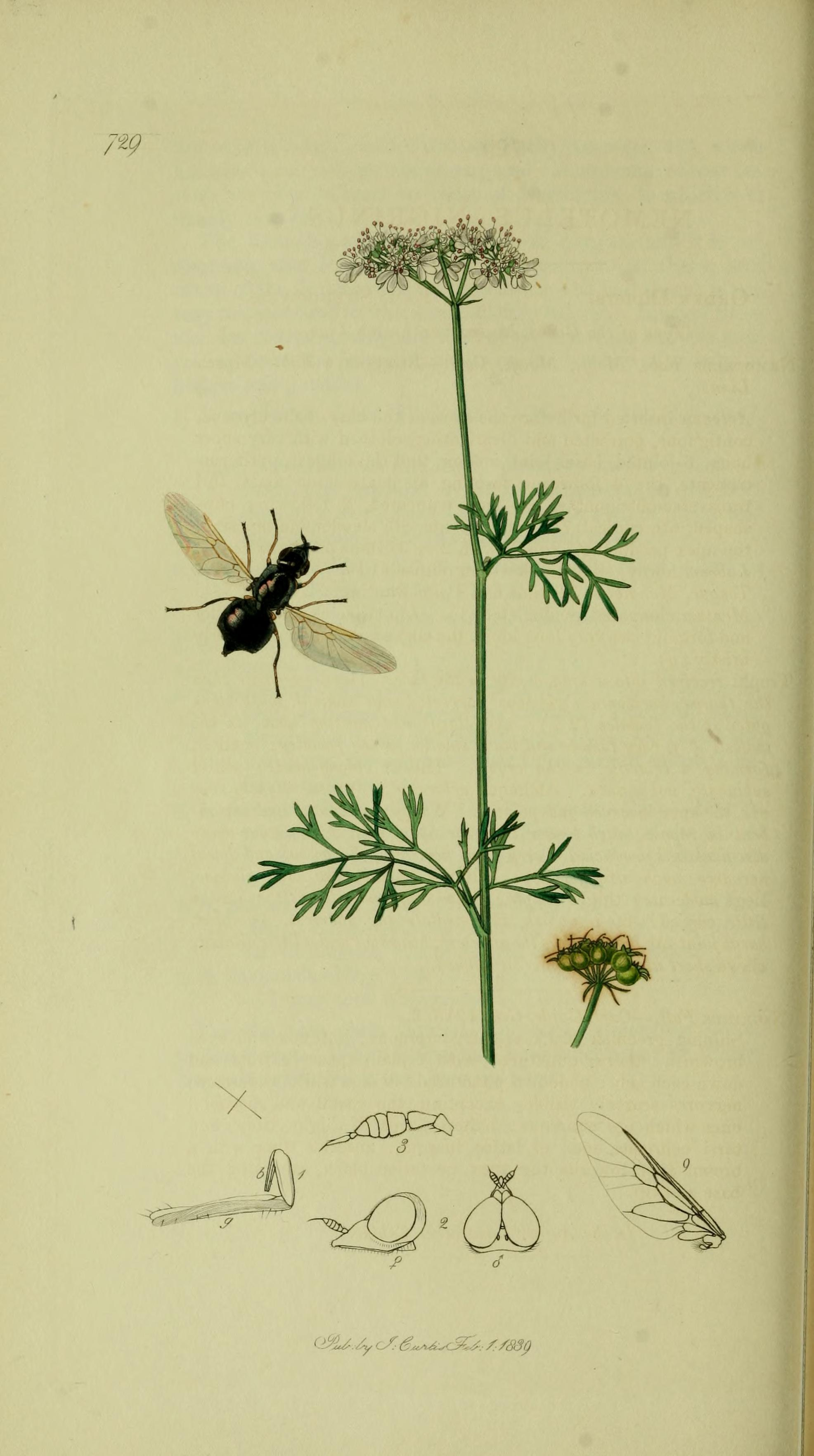